# Новощукинская улица
Новощу́кинская улица — улица на северо-западе Москвы в районе Щукино Северо-Западного административного округа между улицей Маршала Василевского и Живописной улицей. В начале улицы находится станция метро «Щукинская».

## Происхождение названия
Название, данное в 1958 году, отражает новый этап застройки в районе бывшего подмосковного села Щукино.

## Описание
Новощукинская улица начинается чуть севернее перекрёстка улиц Щукинской и Маршала Василевского, где расположена станция метро «Щукинская» (фактически являясь продолжением улицы Маршала Василевского), образует дугу, затем проходит на юго-запад, пересекает Авиационную улицу, слева к ней примыкает Улица Маршала Новикова и Живописная улица, за которой Новощукинская улица переходит в Строгинское шоссе, соединяющее по Строгинскому мосту районы Щукино и Строгино. Нумерация домов начинается за пересечением с Авиационной улицей.

## Учреждения и организации
по нечётной стороне:
- № 1 —  «Ломбард на Щукинской»;
- № 7 —  РСУ Федерального медико-биологического агентства; Мосинформсистем;
- № 11 —  Московская городская общественная организация ВОИ, Северо-Западная окружная организация;

по чётной стороне:
- № 8, корпус 2 — детский сад № 890;
- № 10 — детская поликлиника Северо-Западного адм. округа № 74;
- № 10, корпус 3 — детский сад № 2439.

## Общественный транспорт
- Станция метро  Щукинская — в начале улицы.
- Платформа  Щукинская — в начале улицы.
- Автобусы № 100, 137, 277, 310, 638, 640, 687, 798.
- Трамваи № 10, 15, 21, 28, 30, 31.